# Tuhošť
Tuhošť je raně středověké hradiště severně od Smolova u Mrákova v okrese Domažlice. Nachází se v lokalitě Na Kopci mezi severním okrajem vesnice a Smolovským rybníkem.

## Historie
Hradiště je spojované s názvem Tuhošť uvedeným v listině Jindřicha IV. z roku 1086, která vymezuje hranice pražské diecéze. Bylo správním centrem kraje a nejspíše nahradilo starší hradiště, které stávalo asi o 700 metrů dále na severovýchod poblíž Bořic. V roce 1959 na hradišti proběhl malý archeologický výzkum vedený Rudolfem Turkem. Ve výkopu na severovýchodním okraji byl odkryt pozůstatek hradby. Další nálezy umožnily datovat vznik hradiště do druhé poloviny desátého století. V jedenáctém století snad vyhořelo, ale podle novějších nálezů získaných povrchovými sběry zaniklo až v průběhu dvanáctého století. Je možné, že hradiště využil kníže Břetislav I. jako zázemí v době, kdy se odehrála bitva u Brůdku.

## Stavební podoba
Staveništěm hradiště s rozlohou 1,83 hektaru se stala plochá ostrožna chráněná na severu a západě strmými svahy s převýšením až 23 metrů nade dnem údolí Smolovského potoka. Zbývající strany mají svahy mírné. Celý obvod hradiště chránila hradba s dřevěnou a kamennou konstrukcí, před kterou se na nejpřístupnější východní straně nacházel příkop. Val, který se po hradbě dochoval, na východní straně dosahuje výšky až sedm metrů, zatímco na jižní straně byl rozorán. Předpokládané místo brány se nachází uprostřed západní strany v místech, kde je val přerušen.